# Маккинли, Крейг Ричард
Крейг Ричард Мак-Кинли (англ. Craig Richard McKinley; род. 6 мая 1952) — военный деятель США, генерал. На сегодняшний день Мак-Кинли является единственным представителем Национальной гвардии США, который достиг чина полного («четырёхзвёздного») генерала. С 17 ноября 2008 года по 7 сентября 2012 года занимал должность председателя Бюро Национальной гвардии США.